# Instituto Superior de Ciências da Educação de Luanda
O Instituto Superior de Ciências da Educação de Luanda (ISCED-Luanda) é uma instituição de ensino superior pública angolana, sediada na cidade de Belas, com polo em Luanda.
A instituição surgiu ligada à Universidade Agostinho Neto, passando à autonomia plena em meio as reformas no ensino superior angolano ocorridas nos anos de 2008 e 2009.
Tem a sua área de atuação restrita á província de Luanda.

## Histórico
O ISCED-Luanda descende do polo de licenciaturas da Universidade Agostinho Neto (UAN) na Ingombota, inaugurado em 1983. O polo era um dos vários Institutos Superiores de Ciências da Educação (ISCED's) da UAN espalhados por Angola.
Em 2008 o ISCED-Luanda é afetado com a reforma do ensino superior promovida pelo governo de Angola. A reforma propunha a descentralização dos polos da UAN, de maneira que pudessem constituir novos institutos de ensino superior autónomos. De tal proposta o Instituto Superior de Ciências da Educação de Luanda passa à plena autonomia, efetivada pelo decreto-lei n.° 7/09, de 12 de maio de 2009, aprovado pelo Conselho de Ministros.

## Oferta formativa
O ISCED-Luanda tinha, em 2018, as seguintes ofertas formativas a nível de licenciatura e pós-graduação:

### Licenciaturas
As licenciaturas ofertadas são:
- Licenciatura em Ciências da Educação: Pedagogia;
- Licenciatura em Ciências da Educação: Psicologia;
- Licenciatura em Ensino da Filosofia;
- Licenciatura em Ensino da Matemática;
- Licenciatura em Ensino da Sociologia;
- Licenciatura em Ensino de História;
- Licenciatura em Ensino de Língua Portuguesa;
- Licenciatura em Ensino de Línguas e Literaturas Africanas;
- Licenciatura em Letras Modernas.

### Pós-graduação
A nível de mestrado a oferta é a seguinte:
- Ciências da Educação;
- Ensino da Matemática;
- Ensino de História;
- Língua Francesa;
- Engenharia da Formação;
- Língua Portuguesa;
- Ensino da Língua Inglesa como Língua Estrangeira.